# ГЕС Хассана I
ГЕС Хассана І — гідроелектростанція у центральній частині Марокко, розташована на північному схилі Високого Атласу на уеді Lakhdar (права притока уеду Tessaout, який в свою чергу є лівою притокою найдовшої річки країни Умм-ер-Рбія).
Станція є частиною гідрокомплексу, призначеного забезпечити постачання води з уеду Lakhdar для зрошення 7 тисяч гектарів земель у долині Tessaout та 35 тисяч гектарів у розташованій далі на захід долині річки Тасніфт (протікає поблизу третього за значенням міста країни Марракеша). У сховищі Хассана I здійснюється накопичення ресурсу з наступним дозованим постачанням у відповідності до потреб іригації. Для цього в 1986 році уед перекрили земляною греблею висотою 145 метрів (найвища земляна гребля в Африці), яка утримує водойму з площею поверхні 6,7 км2 та об'ємом 273 млн м3.
А в 1991 році ввели в експлуатацію машинний зал, споруджений у підземному виконанні в розташованому праворуч від греблі гірському масиві. Він обладнаний однією турбіною типу Френсіс потужністю 67,2 МВт, яка забезпечує виробництво 132 млн кВт-год електроенергії на рік.
Відпрацьована вода повертається в уед, на якому за кілька десятків кілометрів нижче за течією створене компенсаційне водосховище Сіді-Дрісс, звідки бере початок канал завдовжки 120 км до долини Тасніфту. Можливо відзначити, що частина перекинутої з уеду Lakhdar води використовується для водопостачання Марракешу.